# Historia del alfabeto latino

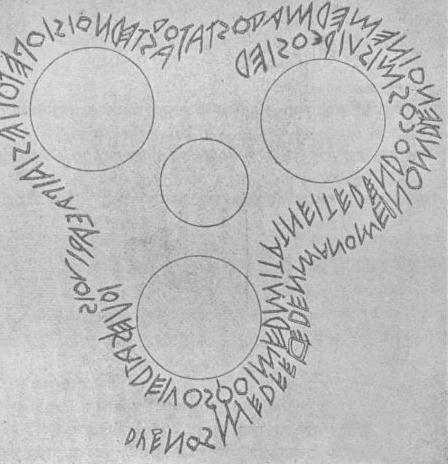
En la Inscripción Duenos datada en el aparece la primera muestra conocida del alfabeto latino.

El alfabeto latino, que actualmente es uno de los sistemas de escritura dominantes, tiene un antiguo origen y ha sufrido una larga evolución histórica desde su aparición en el siglo VII a. C.

## Origen
Se cree generalmente que el origen del alfabeto latino está en la variante occidental del alfabeto griego arcaico usado en Cumas, una colonia griega del sur de Italia (Magna Grecia). Los latinos adoptaron una variante de este alfabeto, a través de los etruscos, en el siglo VII a. C. para transcribir su idioma, al igual que hicieron otros pueblos itálicos de la época. Del alfabeto de Cumas derivó el alfabeto etrusco, y los latinos finalmente adoptaron 21 de las 26 letras etruscas.

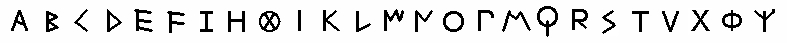
Alfabeto de Cumas.

Reproducción de la tablilla masiliana con el alfabeto etrusco, que se leía de derecha a izquierda.

Una leyenda romana atribuye la introducción de la escritura a un tal Evandro, hijo de Sibila, supuestamente 60 años antes de la guerra de Troya (acontecida unos cinco siglos antes de la aparición de este alfabeto), pero no hay ninguna base histórica que sustente semejante fábula.
Originalmente el alfabeto latino constaba de las siguientes letras:
| A | B | C | D | E | F | Z | H | I | K L | M | N | O | P | Q | R | S | T | V | X |

- La letra C representaba el fonema /g/
- La letra I servía tanto para /i/ como para /j/.
- La letra V también servía para dos sonidos /u/ y /w/.

## Latín arcaico

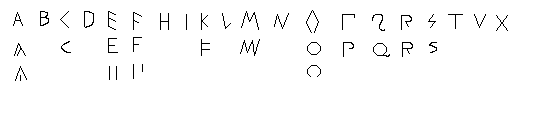
Caligrafía original del alfabeto latino arcaico y sus distintas variantes.

La letra K fue marginada en favor de la C, que entonces tomó los valores de /g/ y /k/. Probablemente durante el siglo III a. C. la letra Z cayó en desuso, tomando su posición alfabética la letra G, una modificación de la letra C. Según Plutarco la idea de ponerle un palito a la C, para poder diferenciar cuándo representaba al fonema /g/, fue de Espurio Carvilio Máximo Ruga, de forma que quedó la representación C = /k/, G = /g/. Así el alfabeto volvió a tener 21 letras:
| A | B | C | D | E | F | G | H | I | K | L | M | N | O | P | Q | R | S | T | V | X |

## Latín clásico

Letras Claudias.

Tras la conquista de Grecia en el siglo II a. C. se reintrodujo la «Z» y se adoptó la «Y», colocándolas al final del alfabeto. El intento del emperador Claudio de introducir tres letras adicionales, las letras claudias, tuvo una vida muy corta. El nuevo alfabeto latino contenía entonces 23 letras que ya tenían la forma de nuestras mayúsculas:
| Letra                          | A    | B     | C     | D      | E    | F    | G     | H     | I     | K            | L            | M        |
| ------------------------------ | ---- | ----- | ----- | ------ | ---- | ---- | ----- | ----- | ----- | ------------ | ------------ | -------- |
| Nombre                         | ā    | bē    | cē    | dē     | ē    | ef   | gē    | hā    | ī     | kā           | el           | em       |
| Pronunciación (AFI) del nombre | /aː/ | /beː/ | /keː/ | /deː/  | /eː/ | /ef/ | /geː/ | /haː/ | /iː/  | /kaː/        | /el/         | /em/     |
| Letra                          | N    | O     | P     | Q      | R    | S    | T     | V     | X     | Y            | Y            | Z        |
| Nombre                         | en   | ō     | ño    | qū     | er   | es   | tē    | ū     | ex    | ī graeca     | ī graeca     | zēta     |
| Pronunciation (AFI) del nombre | /en/ | /oː/  | /peː/ | /kʷuː/ | /er/ | /es/ | /teː/ | /uː/  | /eks/ | /iː ˈgraeka/ | /iː ˈgraeka/ | /ˈzeːta/ |

Cabe destacar la ausencia de alguna letra equivalente a la j. Los romanos usaban la i tanto para representar el fonema /i/ como el /j/, por ejemplo en palabras como Iulius o iustitiae (Julio y justicia respectivamente).

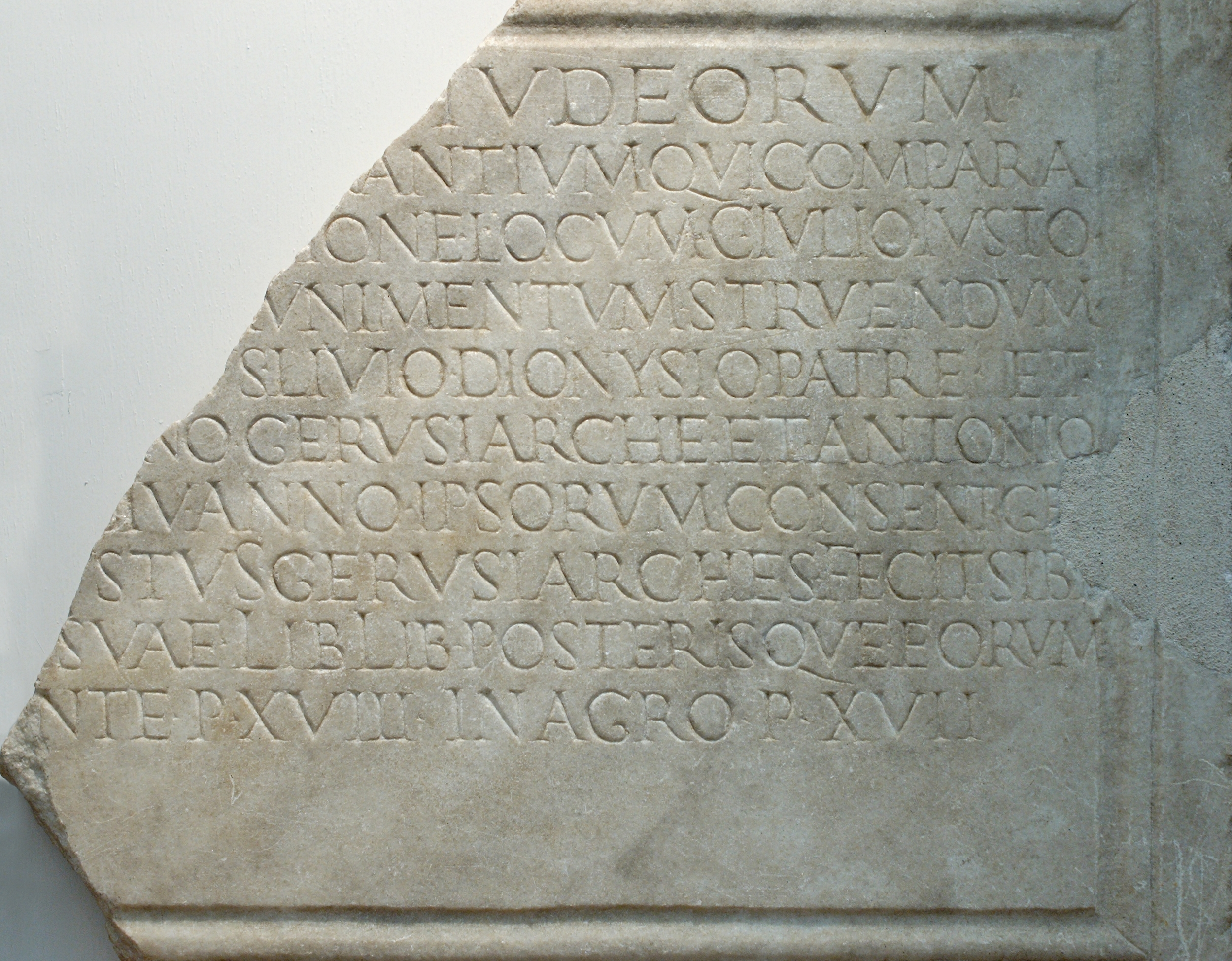
Inscripción en letras mayúsculas cuadradas en las termas de Julius Justus.

Existe controversia sobre el nombre latino de algunas letras. Los romanos no adoptaron sus nombres griegos, que tienen origen semítico. En general los nombres de las consonantes oclusivas se formaron añadiendo una /eː/ después del sonido representado por la letra (con la excepción de C, K y Q, que necesitaron vocales diferentes para diferenciarlas) mientras que al resto de las consonantes se les añadió la /e/ antes de su sonido, siendo el nombre de las vocales simplemente su sonido. Cuando se introdujo la letra «Y» probablemente se llamaría hy /hyː/ como en griego (el nombre upsilon todavía no existía) pero cambió a «i graeca» (i griega) porque para los latinoparlantes resultaba difícil diferenciar entre los sonidos /i/ e /y/. Para la «Z» se adoptó su nombre griego, zeta.

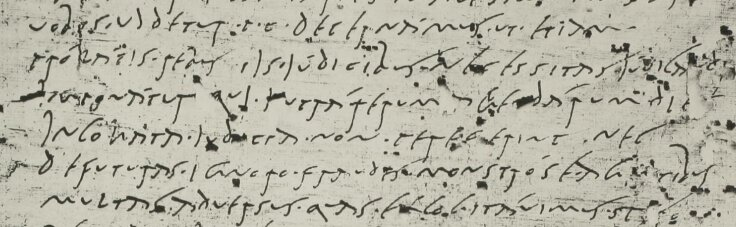
Trozo de papiro escrito con caligrafía cursiva romana antigua con extractos de discursos pronunciados en el Senado bajo el reinado de Claudio.

En la época coexistían dos tipos de caligrafía: 
- Las mayúsculas romanas o escritura capital, utilizada en inscripciones solemnes, de carácter monumental, honorífico o funerario. Se empleó durante la época republicana, el Alto y el Bajo Imperio romano, así como durante las Edades Media y Moderna. En líneas generales es el origen de las mayúsculas actuales.
- La cursiva romana antigua, también llamada cursiva mayúscula o cursiva capitalis, era una escritura profesional usada por los funcionarios romanos de la administración imperial, algunos mercaderes, alumnos de las escuelas que se encontraban en el segundo nivel del sistema educativo romano, etc. Siendo esta la escritura que permitía un trazado más ágil y una ejecución más rápida, fue la modalidad que se generalizó como escritura usual trazada con tinta sobre material blando (cera, barro, papiro) o semiduro (madera pintada).

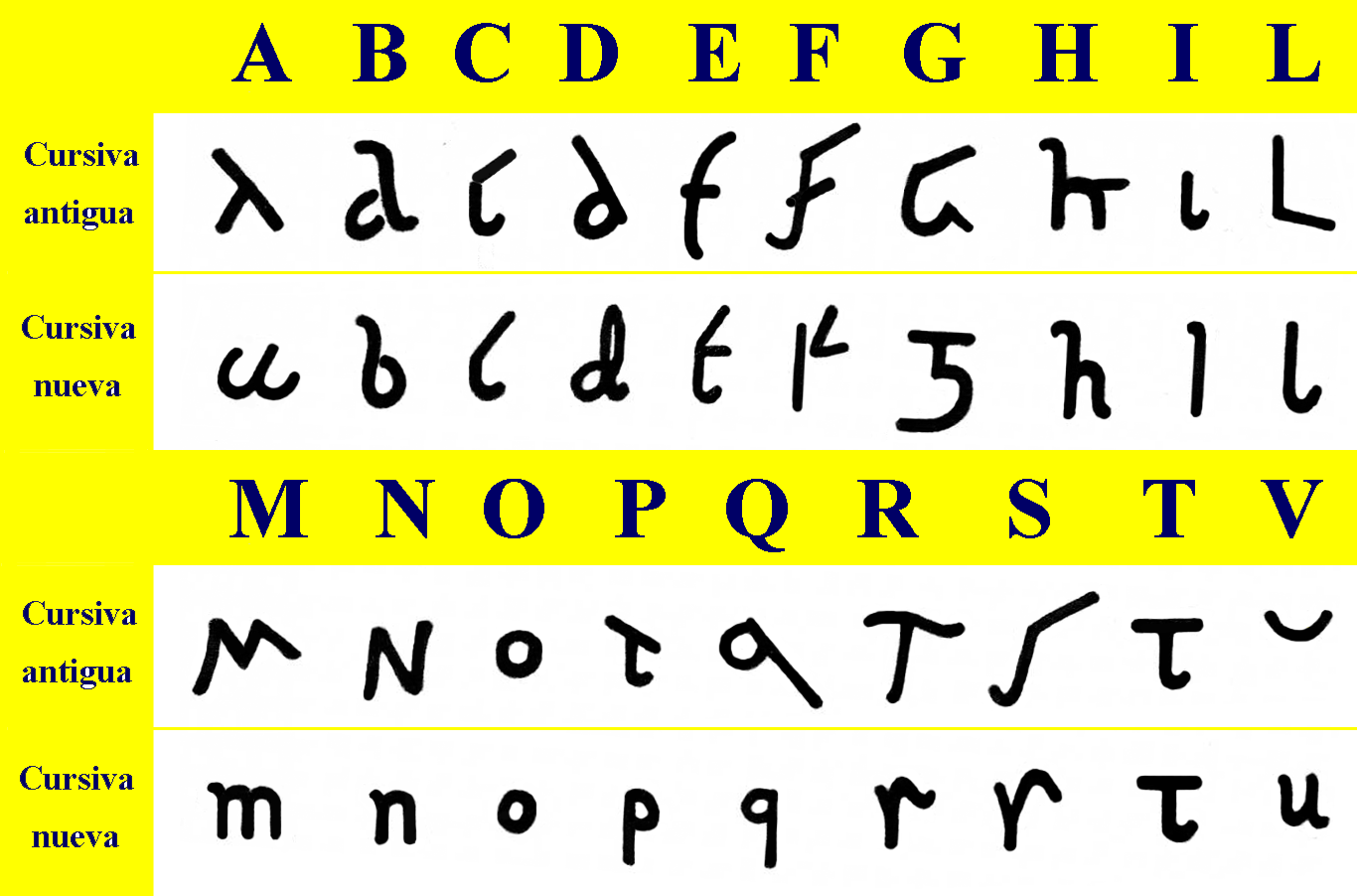
Comparación entre las letras de la cursiva romana antigua y nueva y las mayúsculas.

## Latín tardío
Durante el imperio romano el alfabeto latino se había extendido desde la  península itálica a todo el territorio alrededor del Mediterráneo donde se hablaba latín, aunque en la mayor parte de la mitad oriental del imperio, que incluía Grecia, Asia menor, el levante mediterráneo y Egipto, el griego siguió siendo la lengua franca y por lo tanto se usaba más el alfabeto griego. El latín se hablaba principalmente en la parte occidental del imperio, donde siguió hablándose hasta la Alta Edad Media, cuando los distintos dialectos del latín vulgar evolucionaron dando origen a las lenguas romances modernas, como el francés, el italiano, el español, el portugués, el asturiano, el gallego y el catalán, además del rumano en la provincia oriental de Dacia. En el occidente continuaron usando el alfabeto latino y adaptándolo a sus necesidades lingüísticas, pero el rumano adoptaría el alfabeto cirílico en la Edad Media por influencia de sus vecinos eslavos.
El tipo de escritura más solemne empleado entre los siglos IV y VI son las mayúsculas capitales utilizadas preferentemente para inscripciones sobre material duro y para libros lujosos, aunque paulatinamente la escritura uncial empieza a desempeñar una función semejante en libros de buena factura y en documentos. La minúscula cursiva romana sustituyó a la cursiva de formas mayúsculas como forma de escritura profesional y especializada.

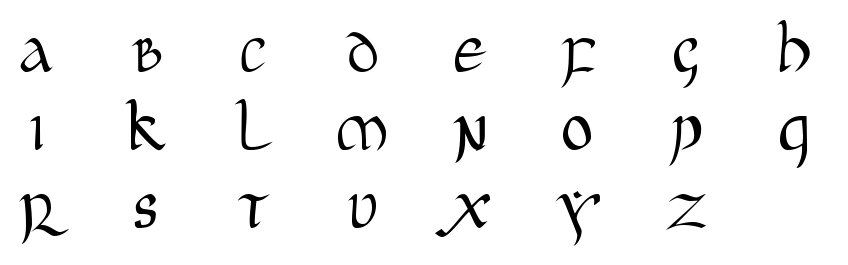
Alfabeto en caligrafía uncial.

## Edad Media
Las minúsculas, que no existían hasta entonces, se desarrollaron a partir de la cursiva romana nueva, como las minúsculas visigóticas o merovingia se originaron de la evolución de las escrituras del Bajo Imperio romano conocidas como uncial, semiuncial y minúscula cursiva. La capital siguió usándose para las inscripciones importantes y para títulos, rúbricas y otros elementos textuales de ámbito librario y documental que sirven para llamar la atención del lector. Las lenguas que en la actualidad usan el alfabeto latino, generalmente usan las mayúsculas para empezar párrafos o frases y para los nombres propios. Las reglas para el uso de las mayúsculas evolucionaron con el tiempo y según las distintas lenguas. Por ejemplo, en el inglés antiguo y en el castellano medieval raramente se usaban las mayúsculas incluso para los nombres propios, mientras que en el inglés del siglo XVIII era corriente que todos los nombres, comunes y propios, se escribieran con mayúsculas, al igual que ocurre en el alemán moderno. 

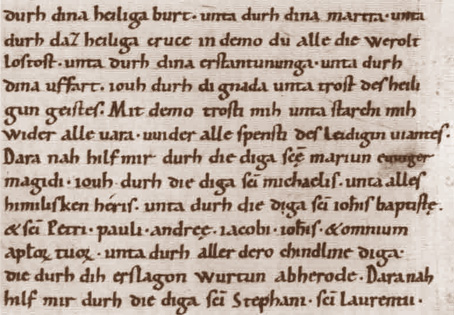
Manuscrito bávaro del escrito en caligrafía carolingia.

Por su parte, la normalización ortográfica en el castellano y, con ella el uso regulado de mayúsculas y minúsculas, no se consiguió hasta que se difundieron las directrices publicadas por la Real Academia Española fundada en el siglo XVIII. Debido a la cristianización, el alfabeto latino se extendió por el norte de Europa a pueblos que no conocían la escritura o que poseían sistemas gráficos diferentes, como el alfabeto rúnico. Lo mismo sucedió con otros pueblos que hablaban lenguas no latinas, tales como las lenguas bálticas como el lituano y el letón, y los de lenguas no indoeuropeas, como el finés, el húngaro y el estonio. Durante la Edad Media también adoptaron el alfabeto latino las lenguas eslavas occidentales que originarían los modernos polaco, checo, croata, eslovaco y esloveno, cuyos territorios quedaron dentro de la órbita de la Iglesia católica. Mientras que los pueblos eslavos orientales que quedaron bajo la influencia de la Iglesia ortodoxa, adoptaron el alfabeto cirílico.
También en la Edad Media se empiezan a usar las ligaduras «Æ» y «Œ».
En las lenguas germánicas se introdujeron en el alfabeto de forma transitoria un par de runas, «Þ» y «ƿ», para representar fonemas que carecían de letra latina, los sonidos /θ/ y /w/ respectivamente, pero fueron sustituidas en la mayor parte de los lugares por dígrafos como «th» y «vv» porque se podían confundir con la letra P. La ligadura de estas uves consecutivas originaría la letra «W» en el siglo XIII. En la aislada Islandia se seguirá usado una de estas letras «Þ». También en esta época se introdujo en el español la «Ñ» como resultado de la costumbre de los copistas de escribir la «n» con una rayita encima para indicar que era doble, cuando la ene doble cambió su sonido se estableció la eñe como letra.
En 1492 el alfabeto latino se limitaba al territorio de las lenguas de Europa occidental, norte y central. Los eslavos ortodoxos de Europa oriental usaban el alfabeto cirílico y los griego parlantes usaban el alfabeto griego. El alfabeto árabe se extendía por los territorios islámicos tanto en los lugares donde se hablaba árabe como entre los pueblos iranios, idonesios, malayos y los pueblos túrquicos. La mayoría del resto de las lenguas asiáticas usaban alguna variedad de escritura brahámica o de escritura china.

## Inicios de la Época Moderna

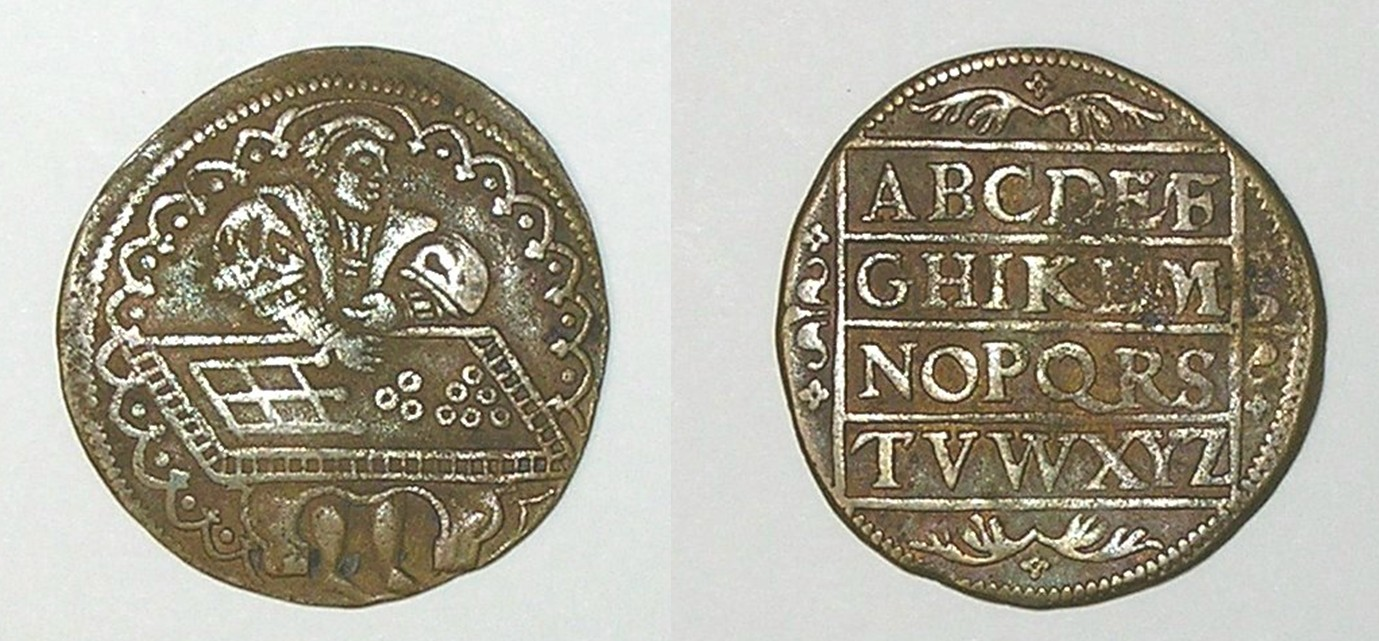
Moneda de 1553, acuñada con el alfabeto aún sin «J» y «U».

Desde el siglo XVI se fueron diferenciando los sonidos de la «J» y de la «I». La forma de la «U» se diferenciaba de la «V» ocasionalmente pero la separación no se convertiría en una norma hasta el siglo XVIII.
Con la aparición de la imprenta, apareció la tipografía latina con formas tomadas de varias modalidades de minúsculas al uso en el siglo XV, como los tipos góticos letra gótica y los tipos romanos, que fueron una adaptación tipográfica de la escritura humanística utilizada en Italia durante toda la centuria.

## Época Moderna

Distribución mundial del alfabeto latino.
El verde oscuro muestra las áreas donde es la única forma de escritura. El verde claro indica los países donde coexiste con otras formas de escritura.

En el siglo XVIII se adoptaron la «J» y la «U», quedando establecidas las 26 letras del alfabeto latino básico tal como las conocemos actualmente:
| A | B | C | D | E | F | G | H | I | J | K | L | M | N | O | P | Q | R | S | T | U | V | W | X | Y | Z |

En la época colonial, el alfabeto se extendió por todo el mundo, siendo adoptado por muchas lenguas que anteriormente no tenían forma escrita o desplazando a otras escrituras. También en este periodo contribuyó la cristianización al ser usado por los misioneros para traducir la Biblia a idiomas no europeos. El alfabeto aumentó su área de distribución por toda América, África, Oceanía y Asia siguiendo la estela de la expansión del idioma español, el portugués, el inglés, el francés y el neerlandés.
En el siglo XIX los rumanos adoptaron el alfabeto latino. Aunque el rumano es una lengua romance, la mayoría de la población era de religión cristiana ortodoxa y, hasta entonces, habían usado el alfabeto cirílico rumano. Vietnam, bajo dominación francesa, adoptó el alfabeto latino para transcribir el vietnamita que, anteriormente, había utilizado caracteres chinos. Se introdujo también en muchas lenguas austronesias como el tagalo, otras lenguas de las Filipinas, el malayo y las demás lenguas de Indonesia, reemplazando al alfabeto árabe y los alfabetos brahámicos usados hasta entonces.
En 1928 Mustafa Kemal Atatürk impuso en Turquía el alfabeto latino para escribir el turco que, anteriormente, usaba el alfabeto árabe, como parte de sus reformas. La mayoría de los pueblos de la antigua URSS que hablaban lenguas túrquicas, como los tártaros, baskires, azeríes, kazajos y kirguises, entre otros, usaban el alfabeto túrquico uniforme hasta la década de 1930. En la década de los años cuarenta, todos ellos lo reemplazaron por el cirílico pero, tras la caída de la Unión Soviética en 1991, muchas de las nuevas repúblicas independientes volvieron a adoptar el alfabeto latino. Azerbaiyán, Uzbekistán y Turkmenistán han adoptado oficialmente el alfabeto latino para escribir el azerí, el uzbeco y turcomano respectivamente.
En la década de 1970, la República Popular de China desarrolló una transliteración oficial latina del chino mandarín llamada pinyin, que se usa como ayuda para los niños.
Los eslavos occidentales y la mayoría de las lenguas eslavas del sur siguen usando el alfabeto latino, usando varias formas de signos diacríticos y dígrafos para representar algunos fonemas propios, como la ele con barra, Ł, del polaco que tiene un sonido similar a la w; el checo usa el carón, una pequeña curva sobre algunas letras; al igual que el croata que usa los carones č, š, ž, una c acentuada, ć, y la d con barra, đ. Este último es un caso especial ya que, en el serbocroata, se escribe tanto con el alfabeto cirílico como con el latino; mientras que los hablantes del dialecto croata usan el latino, los hablantes del dialecto serbio usan el cirílico.